# Antoni Tajduś
Antoni Józef Tajduś (ur. 16 lutego 1949 w Tymbarku) – polski naukowiec, profesor nauk technicznych, specjalista w zakresie górnictwa i geologii inżynierskiej, w latach 2005–2012 rektor Akademii Górniczo-Hutniczej im. Stanisława Staszica w Krakowie, przewodniczący Centralnej Komisji do Spraw Stopni i Tytułów w kadencji 2013–2016.

## Życiorys
Absolwent I Liceum Ogólnokształcącego im. Władysława Orkana w Limanowej. Ukończył studia na Wydziale Górniczym Akademii Górniczo-Hutniczej w Krakowie ze specjalnością budowa zakładów górniczych. Stopień doktora nauk technicznych uzyskał w 1977. Habilitował się w zakresie nauk technicznych na AGH w 1990 w oparciu o rozprawę pt. Utrzymywanie wyrobisk korytarzowych w świetle wpływu czasu na naprężenia, odkształcenia i strefy zniszczenia w górotworze. W 1998 otrzymał tytuł profesora nauk technicznych.
Od 1973 zatrudniony na Akademii Górniczo-Hutniczej w Krakowie. Zajmował stanowiska asystenta (1973–1978), adiunkta (1978–1990), profesora nadzwyczajnego (1990–2003), a w 2003 został profesorem zwyczajnym. W 2005 został wybrany na rektora tej uczelni, funkcję tę pełnił przez dwie kadencje do 2012.
Specjalizuje się w mechanice skał i gruntów, budownictwie podziemnym, zastosowaniu metod numerycznych w mechanice skał i gruntów oraz w energetyce. Opracował dziewięć patentów (z czego cztery zostały wdrożone) oraz około 250 prac naukowo-badawczych i ekspertyz. Ponadto był współwykonawcą 15 grantów, z czego kierował pięcioma. W trakcie swojej pracy naukowej wypromował dziewięciu doktorów, recenzował również kilkanaście przewodów doktorskich i habilitacyjnych.
Powoływany w skład rad nadzorczych przedsiębiorstw branży energetycznej i górniczej. W latach 2008–2015 był przewodniczącym rady nadzorczej koncernu energetycznego Tauron.
Jest ojcem Krzysztofa Tajdusia.

## Członkostwo
Uzyskiwał członkostwo w różnych organizacjach i instytucjach naukowych oraz gremiach doradczych, takich jak:
- Centralna Komisja do Spraw Stopni i Tytułów (przewodniczący w kadencji 2013–2016)[7],
- Konferencja Rektorów Akademickich Szkół Polskich (członek prezydium),
- Komitet Górnictwa Polskiej Akademii Nauk (przewodniczący),
- Sekcja Mechaniki Górotworu Komitetu Górnictwa Polskiej Akademii Nauk,
- Sekcja Górnictwa i Energetyki Polskiej Akademii Umiejętności (wiceprzewodniczący),
- Komisja Nauk Technicznych Polskiej Akademii Umiejętności,
- Rada Narodowego Centrum Badań i Rozwoju (2012–2013)[8][9],
- Rada naukowa Instytutu Mechaniki Górotworu PAN w Krakowie,
- Komitet sterujący dla przygotowania zagospodarowania Legnickiego Zagłębia Górniczo-Energetycznego Węgla Brunatnego (przewodniczący),
- Małopolsko-Podkarpacki Klaster Czystych Energii (założyciel),
- Rada Górnicza powołana przez Ministra Środowiska (zastępca przewodniczącego),
- Społeczna Rada ds. Narodowego Programu Redukcji Emisji powołana przez ministra gospodarki,
- Zespół ekspertów ds. bezpieczeństwa pracy w górnictwie (1997–2003)
- Zespół ekspertów ds. restrukturyzacji górnictwa węgla kamiennego (1997–2001),
- Komisja ds. Tąpań, Obudowy i Kierowania Stropem w Podziemnych Zakładach Górniczych przy Wyższym Urzędzie Górniczym,
- Komisja Bezpieczeństwa Pracy w Górnictwie przy Wyższym Urzędzie Górniczym,
- Międzynarodowe Towarzystwo Mechaniki Skał,
- Rada Akademicko-Gospodarczego Stowarzyszenia Hutnictwa (przewodniczący),
- Rada ds. Edukacji i Badań Naukowych powołanej przez Prezydenta Rzeczypospolitej Polskiej,
- Polski Komitet Geotechniki,
- Stowarzyszenie Polskie Forum Akademicko-Gospodarcze,
- Rada naukowa Stowarzyszenia Wspólnota Polska,
- Akademia Inżynierska w Polsce[10].

## Odznaczenia i wyróżnienia
Ordery i odznaczenia
- Krzyż Oficerski Orderu Odrodzenia Polski (2011)[11]
- Złoty Krzyż Zasługi (1996)[12]
- Srebrny Medal Honorowy za Zasługi dla Województwa Małopolskiego (2012)[13]

Nagrody i wyróżnienia
Otrzymał wyróżnienie „Małopolanin Roku 2009”, Małopolską Nagrodę Gospodarczą oraz Naukowego Oskara za działalność naukową i organizacyjno-menedżerską. Uhonorowany tytułami doktora honoris causa Donbaskiego Instytutu Górniczo-Metalurgicznego na Ukrainie (2002), Politechniki Świętokrzyskiej w Kielcach (2013) oraz tytułem profesora honorowego Narodowego Uniwersytetu Górniczego w Dniepropetrowsku. Przez Politechnikę Śląską został uhonorowany dwukrotnie w 2010 tytułem profesora honorowego, a następnie w 2015 tytułem doktora honoris causa. Godność doktora honoris causa nadały mu również Uniwersytet w Miszkolcu (2013), Politechnika Lubelska (2016) oraz Uniwersytet Pedagogiczny im. Komisji Edukacji Narodowej w Krakowie (2017).